# 葛城県 (河北省)
葛城県（かつじょう-けん）は中華人民共和国河北省にかつて存在した県。現在の保定市安新県安州鎮に相当する。
金朝により設置され、明朝が成立すると洪武初年に廃止され、管轄区域は安州に編入された。